# 黒の女教師
『黒の女教師』（くろのおんなきょうし）は、2012年7月20日から9月21日まで毎週金曜日22時 - 22時54分に、TBS系「金曜ドラマ」枠で放送された日本のテレビドラマである。
キャッチコピーは「その女教師は、金曜の夜にやってくる。」。

## 概要
学校内外にはびこるさまざまな問題を「課外授業」と称して法外な金額と引き換えに法を犯すこともいとわず解決していく3人の女性教師の姿を描くアクションサスペンス活劇。従来の学校教師ドラマとは対極をなす『女王の教室』（2005年7月期、日本テレビ）にも通じる内容 となっており、主演の榮倉奈々は初の教師役で、かつ初めてダークヒロインを演じた。またトリンドル玲奈も本作が連続テレビドラマ初出演となった。
本作は、第1回TBS連ドラ・シナリオ大賞で佳作を受賞した山下友弘の『夜の女教師組』で のドラマ化であり、山下は企画・脚本を手がける、TBS連ドラ・シナリオ大賞受賞作品のドラマ化は初となる。
都立國文館高校のシーンは、埼玉県の山村国際高等学校でロケ撮影が行われている。

## あらすじ
都立國文館高校で進路指導を担当する高倉夕子は、昼間は優れた指導力で生徒と接するクールな教師、夜には校内外に蔓延る教育的難問を解決するダークな教師として同僚の内田すみれと藤井彩とともに「課外授業」を行う。
しかしそれは、時間外手当という観点から違法かつ高額な金銭を要求し、問題解決のためには制裁の対象者はおろかその関係者、親族、友人に対してまで執拗な情報漏洩、デマの流布、暴行、脅迫、拉致、破壊工作、犯罪幇助など手段を選ばないものであった。
3人には「課外授業」を行わざるを得ない過去や秘密があった。そして、そんな「黒の女教師」達に執拗につきまとう一人の転校生がいた。

## キャスト
「＊」の人物は夕子たちによる「課外授業」で制裁を受けた者（ただし、ゲスト内の「＊」の人物は鉄拳制裁を受けた容疑者。）。

### 黒の女教師
困っている生徒に対して、報酬（ほとんどの場合はお金だが、例外あり。）と引き換えに｢課外授業｣を行う。物語後半でトシオによってそれまでの行いが公になり、謹慎を受ける。最終話で3人とも退職した。
卒業式には出席はしていないが卒業を祝う手紙を送り、それと同時に今まで受け取っていた報酬を生徒達に返した。
高倉 夕子
演 - 榮倉奈々
生物担当教師。3年D組副担任かつ3年生全体の進路指導担当。常にロボットのように感情がなく、無口でクール。無表情だが、時折不敵な笑みを浮かべている。最終話ではようやく彩や生徒達に対して心からの笑顔を見せた。昼間の学校では黒のシャツに黒のズボンの上に白衣を着ている。
長身端麗な容姿で、進路指導では的確な手腕を発揮するが、他人と深く関わらない姿勢からか、生徒の評判は芳しくない。髪型はショートヘアで、右耳に髪をかけ、左耳には髪をかけず、流している（葵が亡くなる前の明るく前向きな性格だった頃は両耳に髪をかけていた）。また堀田の異動後は校長の相談役となっている。
すみれ・彩とともに「課外授業」を行う。対象者に得意技である一撃必殺の回し蹴りを浴びせ、「愚か者!」の一喝と、悪事を行ったことによって自分自身に因果が返ってくることを「学校で先生に教わらなかった?」と諭して正義の制裁を加える。ハイヒールで回し蹴りをする。プライベートではすみれや彩と料亭で夕食を共にすることが多く、水泳が趣味である。
授業の終了チャイムが鳴った時点で教師の職責は終わり、その後は生徒と深く関わらない「チャイム トゥ チャイム」という考え方を重視している。そのため「時間外の活動は有料なの…」という言葉で生徒たちに「課外授業」を説明している。「課外授業」に必要な金額は、人物や時、状況によって変わる。また、金の代わりに物品を要求する場合もある。
解決のためなら一切の手段を選ばず、ターゲットに対しては未成年者でも一切容赦しない。同時にターゲットとした者やその関係者の本質を見抜き冷静な観点で見ている。常に冷淡で相手が反論できない口調の持ち主である。
過去に因縁がある瑞穂の家を時々時間を作っては訪問しているが、毎回まともに会うこともままならず追い返されている。かつては現在の遥のように、明るくて前向きな教師だったが、葵の死後、葵を救えなかったショックから笑わなくなった。
内田 すみれ
演 - 市川実日子
古典教師。3年C組担任。穏やかな美人教師で授業はわかりやすく、生徒の人気も高い。一方で「明るく歪んだ性格」と同僚に評される様に、少々変わり者扱いされている。
夕子・彩とともに「課外授業」を行い、パソコンを使用した情報漏洩や陽動などの情報工作が得意であるが、状況により直接、制裁対象者への汚れ仕事も担当する。夕子ほどではないがドライな考えの持ち主。夕子の過去を知っている。携帯やUSBメモリにはメガネのストラップをつけている。USBメモリのメガネストラップは第1・2・8話の「課外授業」のシーンで写っている。また、このUSBメモリには爆弾を持ったネコのキャラクターがUSBメモリに挿されたパソコンの画面に登場してその爆弾を投げてデータを消すという仕組みのコンピュータウイルスが内蔵されていることが第1話で確認されている。
小学生時代、遊んでいる最中に消火器を暴発させたことがある。聖凛女学院高校時代には河合と交際していた。花火大会当日に自分を探してくれるかを試すためにわざとはぐれて様子を見ていたが、河合が別の彼女に連絡していたのを目撃し別れた。4年前から長嶋と不倫関係にある。
藤井 彩
演 - 小林聡美
美術教師。美術部顧問。芸術家肌の女性で常に飄々としてマイペースな性格である。独創的な価値観の持ち主で、世俗的な常識が通用しない。トリックアート好き。人間観察は鋭く一部の生徒にファンがいる。
夕子・すみれとともに「課外授業」を行い、主に制裁対象者の関係者と接触し、制裁対象者を貶めたり、真実の本性を分からせる為の工作や準備を担当する。他の2人同様に制裁対象者に対しては冷酷だが、それ以外では割と好人物で、購買部で昼食を買いそびれた遥に自分のおにぎりを半分分け与えるなど、3人の中では最も人間らしさを見せている。すみれ同様、夕子の過去を知っている。しかし尾行されたトシオに「なぜ仲間の二人と行動するのか」と聞かれた際には「仲間ではない」と答えた。
かつて油絵の世界では有名だったが、絵を描かなくなってしまう。しかし、恭子と愛からの依頼による「課外授業」後に再び筆をとり、葵が生前描いていた自画像を完成させた。

### 教職員
青柳 遥
演 - 木村文乃
現代文担当の新任教師。3年D組担任兼バレーボール部副顧問。OL経験者で、教師という職業を聖職と捉えている。夢見がちな性格の持ち主で理想と現実のギャップに困惑する。
夕子らが行っている徹底的に相手を叩きのめす「課外授業」に反発する一方、自身も初任給全額と引き換えに「課外授業」によって救われたため、完全否定できずにいる。
生徒を救おうと奔走するも、夕子への対抗心から結果的に事態を悪化させる事が多く生徒達の信用を得られておらず、自身も窮地に立たされたことがある。しかし、薫はその姿勢に感化され、教師を目指すきっかけとなっており、夕子との仕事を通して教師としての在り方を考えていくようになっていく。
落内 福子
演 - トリンドル玲奈
購買部職員。祖母の作った「福子の合格むすび」が人気メニューであるが、自ら作った新作おにぎりに対する近藤と榎戸の反応は今一つだった。おっとりしている様で、観察眼は鋭い。4年前から購買部に居り、葵が亡くなった当日屋上に向かう瑞穂を見かけている。
近藤 剛
演 - モロ師岡
英語担当教師。3年A組担任かつ3年学年主任。バレーボール部の顧問で福子のファン。事なかれ主義者で生徒の人気は今ひとつだが、バレーボール部の指導は熱血で部員の信頼も厚い。問題の多い3年D組の監視役として副校長に逐一報告するうち、副担任の夕子に疑惑を向ける。
酒乱である事を恥じて自粛していたが、瑠美子の策略で酔っ払って体育倉庫で暴れて瑠美子に怪我を負わせたとして一時自宅謹慎となる。しかし、上腕二頭筋長頭腱炎の治療で通院していたため、自身の無実を証明することとなる。
榎戸 修平
演 - 鈴木亮平
世界史担当教師。3年B組担任で、福子のファン。今時珍しい程の善良な考えの持ち主で新任教師の遥に関心を寄せている。非常に騙されやすい性格だが、本人に自覚はない。近藤と行動を共にすることが多い。
堀田 学*
演 - 光石研
副校長。学校を影で牛耳る黒幕と評される。生徒よりも、学校の利益と自己保身を優先する。
学校の評価や自己アピールの為、江衣花の起こした小川に対する問題 を優に擦り付け、停学処分にした上、彼女の夢を現実逃避と酷評した。優の依頼を受けた夕子たちの手で江衣花と同じ行為を教育長に目撃され、校長選考試験に失敗し他校に異動した。夕子からは「詭弁を言って生徒に理想ではなく悪の道を教えた教師」と呼ばれた。
最終回では生徒たちの顔を見るため、國文館高校の卒業式当日に姿を見せた。
芹沢 恵子*
演 - 南果歩
校長。堀田からの報告を受けた際の「いいんじゃないでしょうか」が口癖。「副校長の言いなり」と評されるも、真相は不明。時折、学校内の問題が上手く処理されなかった時に堀田に威圧的な態度を見せるときがある。堀田が異動した後は、夕子に助言を求めている。
最愛の息子・未来がいじめで自殺しており、その過ちを繰り返させないために、理想の教育システムを作ろうとしていた。だが、その内容は学校にとって不利益になる情報を隠蔽したり、自分に従わない生徒や教師を淘汰したりと独裁に近いものだった。
葵の死の真相を隠蔽した黒幕で、そのことを知った夕子たちやトシオ、さらに反発する遥や3年D組の生徒たちを学校から追放しようとするなど目的のためならどんな手段も厭わない。夕子からは「教育の現状に目を背け、教師から熱意を奪った愚か者」と呼ばれる。

### 3年D組生徒
戸田 トシオ*
演 - 松村北斗
都立中目黒高校からの転校生。1995年1月31日生まれ。血液型B型。
端整な容姿の持ち主だが、転入初日にテスト問題の入ったUSBメモリの紛失騒ぎで望月たちと一悶着起こし、クラス内では孤立している。夕子たちの「課外授業」に気づいている節があり、夕子に交際を迫り「黒の女教師」達を尾行する といったストーカー行動をみせている。
転校以前にも夕子とは会った事があるらしく、夕子の過去を一部知っているような発言や、「黒の女教師」の目的を探るような行動をしており、自ら志願して堀田を標的にした「課外授業」に参加している。一方で自身と夕子がキスした現場を目撃した江衣花に近づき、気があるかのような素振りも見せている。文化祭ではくじ引きで3年D組が出店するカフェの準備メンバーに選ばれ、打ち上げの際には何事もなかったかのようにクラスの輪に加わっている。
リオと同じマンションに住んでいるが、三者面談には一人で出席し「ウチは他の家とは違う」と語っており、公私共に謎に包まれていた。その後望月が探り出した緊急連絡カードにより、名前が「利生」であることや両親が離婚していることが判明する。
その正体は水野葵の弟である。夕子達が姉を死に追いやったと思いこみ、復讐を遂げるために江衣花を利用し明日香の名前で中傷するメールを江衣花に送信したり、葵の名前で瑞穂の家や学校に誹謗中傷や「課外授業」の内幕ばらしのFAXを送りつけていた。「江衣花を怖がらす黒幕を制裁してほしい」（実際は自作自演）という理由で依頼した「課外授業」で夕子から「人の気持ちを利用したクズ」と呼ばれたが、回し蹴りをかわし、夕子達を糾弾して謹慎 に追い込む。さらに瑞穂を姉の死んだ現場に連れ出して殺そうとしたが、瑞穂から姉の死の真相を聞かされ、今まで心にわだかまっていた復讐心が消える。そして真相を隠した本当の黒幕に制裁を加えるべく、最後の「課外授業」を依頼する。「強くて熱意ある教師を目指している」と卒業式の答辞で述べた。
望月 亮平
演 - 千葉雄大
3年D組の影のリーダー格で、成績優秀。系列を抱える大病院の跡取り息子で進学先を医学部にするよう強制されている。他人に無関心で寡黙、何を考えているか分からず本性を友人にすら悟らせていない。
USBメモリの紛失騒ぎで、トシオの密告により停学処分を受けた。文化祭ではくじ引きで3年D組が出店するカフェの店長に選ばれた。中学時代から江衣花と付き合っていたが、それを2人だけの秘密にしていた。
本来はカッとなりやすく、飯塚に怪我を負わせる原因を作ったが示談金を支払った父親（遠山俊也）からの指示で謝罪できなかった。飯塚にその罪悪感を利用されて金を強請られた上、江衣花をダシに恐喝された挙句、飯塚への暴行動画を流され退学処分を受けるが、飯塚を案じた安田と立花が「課外授業」を依頼した為、停学処分で済んだ。飯塚との確執以後、他人と関係を築く事に怯えていた事を夕子に見透かされており、「本当は本音を口にするのが怖いだけ」だと指摘され、「課外授業」後、飯塚に謝罪の言葉を伝えた。
停学が解けた後、江衣花から別れを告げられた。その後江衣花に近づくトシオを不審に思い、トシオの身辺を調べ始めしつこく付きまとう行為を糾弾する。
下村 明日香
演 - 大野いと
江衣花のグループに所属する女子生徒。惚れっぽく、好意を抱いた相手には一途な危い性格の持ち主。頭は良くなく、成績は芳しくない。可愛らしい容姿で男子からモテるが、大抵すぐに相手を振るため「秒殺の明日香」の異名を持つ。
及川と禁断の恋に落ちるが、及川の策略によって自主退学に追い込まれる。ストーカー扱いと退学処分の取り消しを求め、及川にプレゼントする予定だったネクタイ代と同等の金額5万円と引き換えに夕子たちに「課外授業」を依頼する。「課外授業」後、「教師と交際した自分自身も共犯者」と諭された。
文化祭ではくじ引きで3年D組が出店するカフェの準備メンバーに選ばれ、準備に関わる中で男気のある望月に想いを寄せるが、応援すると言っていた江衣花が彼と交際していたことを知り、裏切られた気持ちから栞達とともに江衣花と距離を置き、江衣花を携帯電話を利用しいじめるようになる。
杉本 順平
演 - 西井幸人（D2）
成績優秀で努力家な一方で、繊細で臆病。将来、外交官になることを目標にしており、上智大学外国語学部英語学科の指定校推薦を志望する。江衣花に3年間片思い中だが、気持ちを伝えることができずにいる。授業ノートは常に2冊持っており、1年の時に優にあげたり、テスト前に安田や立花に貸している。
杏と莉子の策略によって痴漢の濡れ衣を着せられ、慰謝料10万円を脅迫された上に学校に痴漢行為が暴露されるなど、精神的に追い詰められる。杏たちに要求された同額の金銭と引き換えに夕子たちに助けを求めるが、先に優が「課外授業」を依頼していた。（後にお金は全額返却している。）
「課外授業」後、「本当の自分と向き合うべきだ」と諭された。
松本 栞
演 - 土屋太鳳
江衣花のグループに所属する女子生徒。成績優秀で要領がいい。
母子家庭で父親からの養育費の支払いがないため、母親（鈴木ひろみ）が内職をして家計を支えており、塾には通わず通信教育を受講している。「貧乏でかわいそうな子」のレッテルを張られない様に見栄を張り、地味な女の子から今時の流行に乗った女の子へと高校デビューを果たした。
母親にはカラオケ店だと偽ってガールズバーでバイトしていたが、立花や遥に見つかったことで更衣室の盗撮動画をネタに河合に脅迫され、高級秘密サロンに連れ去られてしまう。バイトを再三辞めさせようとしていた立花に救出され、託された50万円を使わずに自身の有り金2000円余りとガールズバーでの収入で購入したスマートフォン を夕子たちに渡して「課外授業」を依頼する（後に50万円は立花に返却した）。
「課外授業」後、立花とともに「金に頼らずに人間関係を築くべきだ」と諭された。私立大学の推薦入試を志望していたが、「課外授業」後、東京大学に志望変更している。
安田 俊介
演 - 山﨑賢人
望月のグループに所属する男子生徒。USBメモリの紛失騒ぎでトシオの密告により停学処分を受けたが、本来は成績優秀でバレーボール部のエース。
家庭内不和及び母親が決めた東大受験やバレーボール部のエースであり続けなければならないという重圧に苦悩する。母親の支配から抜け出したいという思いから、新しいシューズの購入に充てる予定だった2万円を渡し夕子たちに「課外授業」を依頼する。
「課外授業」後はバレーボール部に復帰する。望月が飯塚から恐喝された際、立花とともに夕子たちに「課外授業」を依頼する。
山岸 リオ
演 - 竹富聖花
素直な少女。秀徳女子大学の推薦入学が有望視されている。
しかし、交際していた須藤達也に脱法ハーブを売りさばくための女子高生のネットワークに利用され、捨てられたくない想いから彼の要求に従っていた。クラス内では明るく振舞っているが、実際は孤立していた。「課外授業｣によって、悪の道から夕子たちに救出され、「達也の肩書きに惹かれていただけ」と指摘された。その後はクラスの輪にも加われるようになる。
文化祭では、くじ引きで3年D組が出店するカフェの準備メンバーに選ばれた。
佐伯 江衣花
演 - 広瀬アリス
3年D組の中心的な女子グループのリーダー格で、容姿がかなり目立つ存在である。普段はコンタクトレンズを使用しているが、推薦入試当日は面接官に良い印象を与えるために堀田のアドバイスでメガネをかけて臨んだ。性格は温和でおっとりしているが、実は高いプライドを持っている。
トシオが夕子とキスしている現場を目撃してしまい、二人が交際していると誤解する一方、トシオに惹かれていく。一度夕子にトシオとの交際を問い詰めたが、上手くかわされている。中学時代は野球部のマネージャーで、その時から野球部員だった望月と交際していたが、ある理由からその事実をクラスメートに伏せていた。
文化祭では、くじ引きで3年D組が出店するカフェの準備メンバーに選ばれた。しかし、文化祭に乗り込んできた飯塚の言葉により望月との交際が露見する。望月の問題が解決した後、明日香の気持ちを弄んだと誤解されたことから、クラスやグループからも孤立してしまう。
推薦入試に向かう途中、心臓発作で倒れた小川を助けなかったことで足に怪我を負わせてしまい、小川に謝罪したいと堀田に嘆願するが、聞き入れてもらえなかった。試験には合格したが、優に責任をなすりつけて停学させたと誤解されて、さらにクラス内での孤立は深まり不登校となる。孤独を感じていたところにトシオが接近してさらに惹かれていくが、夕子たちの「課外授業」によって、トシオの復讐に利用されていたことを知らされる。
栗原 啓太
演 - 太賀
望月のグループに所属するお調子者の男子生徒。及川と交際する明日香のことを気にかけていたが「課外授業」後、告白する以前に振られる。文化祭では実行委員長を務めた。
野間 薫
演 - 杉咲花
リオの幼なじみで、地味な女子生徒。感受性が強く友達思いの優しい性格だが、クラス内では親しい友達がいない。江衣花が不登校になったときは遥とともに彼女の自宅を訪れ、励ましていた。
リオを守るためにあえて通販で申し込んだ脱法ハーブ を吸って倒れ、停学処分を受けた。この時病院に駆けつけた遥に憧れ、教師を目指している。しかし助けたのは遥ではなく、夕子たちの「課外授業」だったことをリオから聞かされる。
当初は、夕子たちが行う「課外授業」に対して反発していたが、あとにリオをはじめとする他のクラスメイトの意見で改心された。成績優秀で東京大学を志望しているが、すでに推薦入試で他大学に合格している。
三島 恭子
演 - 藤原令子（幼少期：上野楓恋）
リオのグループに所属する女子生徒。
母親（西山繭子）の死後、母親の親友であるかなえの個別レッスンを受け、音楽の道に進学するために努力しているが、作曲コンクールではいつも2位どまりで、その将来の選択は正しいのか不安に感じており、夕子からも私立大学文系への進路変更を勧められていた。母親との思い出があるハミングをもとに作曲した「トワイライトゾーン」をプラチナジュニア音楽杯に応募し金賞を受賞したが、ライバルの愛が「トワイライトゾーン」を盗作したと疑い「目の前から消えて」と言ったため、愛が失踪する 原因を作ってしまう。さらに「トワイライトゾーン」を盗作したかなえがその曲を娘のために高校生アジア作曲コンクールに応募し、金賞を受賞したことで、プラチナジュニア音楽杯の受賞辞退を迫られる。1回分のレッスン料と引き換えに夕子たちに「課外授業」を依頼する。
「課外授業」によって盗作の疑惑が晴れ、改めて金賞受賞が確定し、高校卒業後はパリに4年間留学することが決まる。「課外授業」後も夕子には私立大学文系への進路変更を求められるが、彩の後押しもあって、留学する道を選択した。
立花 聡
演 - 上遠野太洸
望月のグループに所属する男子生徒。
USBメモリの紛失騒ぎでトシオの密告により停学処分を受けた。父親はみどり銀行の上層部で裕福な家庭のため、中学時代はパシリに使われており、栞同様高校デビューしていた過去を持つ。
良家出身の為か若干世間知らずな一面もある。栞がガールズバーで働いているところを目撃して以降、何度もバイトを辞めさせようとするが失敗に終わる。夕子から教えられた高級秘密サロンに乗り込んで栞を救出しようとしたが、河合の部下に追われて逃げ場所が無くなったため、自ら囮になって栞を逃がし、夕子に「課外授業」を依頼するよう50万円を栞に託す。その後、河合の部下たちに暴行を受けていたところ、「課外授業」に来た夕子たちに助け出され、栞と同様の忠告を受けた。後に、栞から50万円を返され、栞と惹かれあう様になった。
望月が飯塚から恐喝された際、安田とともに夕子たちに「課外授業」を依頼する。
梅原 優
演 - 中条あやみ
無口で、非常におとなしい女子生徒。リオのグループと行動を共にすることが多いが、特定の親しい友人はいない。内気な性格で思慮深く優しい少女。
杉本が3年D組の生徒たちに痴漢疑惑を追及されたとき、クラスで唯一人杉本の潔白を信じ庇った。1年生の時に病気で欠席した際、授業についていけなかった自身に英語のノートをくれた杉本に感謝し、窮地を救おうと杉本の代わりに夕子たちに10万円を支払い「課外授業」を依頼した。すみれは「（優自身は）自覚していないが本当の良い女｣だと称賛している。
服を作る勉強をするために大学進学を望む両親を説得した末、ファッション系の専門学校を志望する。姉とショッピングに出かけた際撮影した写真が雑誌に掲載された事で停学処分 を受け、それに乗じて堀田によって江衣花の罪をなすりつけられた。更に小川の訪問によって停学の真の理由が明らかになり、堀田を問い詰めたが自らの夢を侮辱されてしまい、そのことに腹を立て堀田が小川に渡した示談金と同額の20万円で再び「課外授業」を依頼した。結果、自らへの嫌疑は晴れたが不本意ながらも江衣花を更なる孤立に追いやってしまう。
菊池 希
演 - 藤原薫
サッカー部員。面倒見が良く誰からも好かれている。
飯塚に因縁を付けられ、脅されているときに望月に助けられる。飯塚と同じクラスになってから初めて話した仲だったが、そのことで非常に感謝し、望月がクラス中から糾弾されているときに「彼は悪い人ではない」と庇った。文化祭ではくじ引きで3年D組が出店するカフェの準備メンバーに選ばれ、店名の名付け親にもなった。
坂口 学
演 - 岡山天音
内気な性格。文化祭では、くじ引きで3年D組が出店するカフェの準備メンバーに選ばれた。
高木 瑞希
演 - 坂田梨香子
江衣花のグループに所属するボーイッシュな女子生徒で彼氏がいる。サバサバしており男女問わず人気がある。クラスメートに対する本音を言う事が多く、江衣花と望月の交際が発覚した時には、「（望月との交際を）話してくれたらよかったのに」と江衣花に聞こえるように話した。
河野 弥生
演 - 紗也
外見は派手目な女子生徒。キラキラしたものが好き。文化祭ではくじ引きで3年D組が出店するカフェの準備メンバーに選ばれた。
緑川 風香
演 - 篠原愛実
恭子やリオ、薫、優と仲が良く行動を共にしている。おとなしい性格でクラスの中では口数が少ないが、仲良しグループの恭子らといる時は普通の女子高生で口数も多い。絵を描くことが得意。
副島 総一郎
演 - 永江祐貴
クラス内では比較的どの生徒とも友好的な関係を築く、爽やかなスポーツマン。
三浦 一樹
演 - 服部寛隆
クラス内ではあまり目立たない電車オタク。
黒木 達樹
演 - 鈴木彰人（ばくれつパンダ）
井上と仲が良い。明るい性格でゲーム好き。
井上 廉太郎
演 - 小森真誉
黒木と仲が良い。ゲームが好きで、将来はゲームのプログラマーになるのが夢。
原田 圭吾
演 - 脇卓史
美術部員。おとなしい性格。クラス全員の似顔絵を完成させている。
三橋 拓斗
演 - 快斗
うんちく好きなオタク。
磯村 勇太
演 - 鈴木龍之介
爽やかで心優しい性格。小さい頃からアウトドア好き。
小野 千夏
演 - 小野明日香
仕草や話し方が女の子らしく、可愛いものが好き。
加納 麻理
演 - 村崎真彩
江衣花のグループに所属する女子生徒。派手なグループ内ではやや地味めで、女子力アップに励んでいる。
中谷 真由
演 - 寺山葵
物静かな文学少女で、趣味は創作小説の執筆。
岩崎 結衣
演 - 久野みずき
家事が得意で、幼い弟達の世話をしている家庭的な女子生徒。

### 協力者
野口 太郎
演 - 駿河太郎
神出鬼没の地域警察官。巡査。警察官の職権を利用し、時間稼ぎのための職務質問をはじめ監視カメラ映像や個人情報の入手などで「課外授業」を手助けし、分け前を貰っている。
彩が教師となって初めて担任を受け持ったクラスの生徒で、今の優しく流されやすい性格とは違って当時は素行が悪かった。卒業式当日、校長にお礼参りするために一升瓶を持って職員室に5時間立てこもり、卒業取り消しになるところだったが、彩が校長に土下座し事なきを得たため、以降は彩に頭が上がらない。

### その他
長嶋 瑞穂
演 - 中西美帆
都立國文館高校の卒業生で、元女子バレーボール部。明るい性格でクラスの中心的存在だった。
交際した男性が葵のことを好きになり振られた悔しさから、葵と浮気したのが原因で別れたと噂を広めたが、真実が明らかとなり自らの嘘がばれたため、学校の屋上に上がって死のうとした。説得に来た葵が足を滑らせて落ちそうになった自分を庇って転落死したにもかかわらず、芹沢の指示により現場にいなかったと事実を隠蔽する。それ以降自分が葵を殺したと罪の意識を感じ続けて引きこもりになってしまい、葵の名前で送られてくる中傷のFAXに怯えている。
夕子が時間を作って自宅を訪れてもほぼ毎回会うことを拒否し、追い返していた。学校の屋上で夕子たちに葵の死の真相を話してから、飛び降りて死のうとしたが、「償うなら生きてほしい、姉もそう望んでいるはずだ」とトシオに制止される。
水野 葵
演 - 上間美緒
トシオの姉。都立國文館高校に在学していた生徒で元女子バレーボール部。内気で引っ込み思案な性格。親友だった瑞穂の元彼氏が葵を好きになってしまい、それに嫉妬した瑞穂に陰湿な噂を流される。バレーボール部を退部後、美術部に転部。2週間後に学校の屋上から足を滑らせた瑞穂を助けようとして転落し死亡した。
長嶋 邦博
演 - 榎木孝明
瑞穂の父親。4年前からすみれと不倫関係にあり、葵が亡くなった当日、すみれと旅行に出かける予定だったが瑞穂と会うためにキャンセルしている。
瑞穂の母親
演 - 麻倉淳子
「お前は裏切り者だ」と書かれた中傷のビラを目にした瑞穂が暴れたのを目の当たりにし、仲間や友達の存在が瑞穂を追い詰めただけだと夕子から渡された女子バレーボール部員の寄せ書きを突き返し、二度と家に来ないよう告げる。しかし葵の名前でFAXが届いた時には夕子を家に呼び、そのことを知らせている。

### ゲスト

#### 第1話
須藤 達也*
演 - 早乙女太一
リオの彼氏で、開成大学の学生。カフェバー『Cafe&Bar BLACK berry』のオーナー。現役で司法試験に合格し、大手弁護士事務所に内定が決まっていた。
裏では自身を「勝ち組」・「完璧な人間」と称し、リオを含めた女子高生ら を使い、脱法ハーブで荒稼ぎをしていた。リオがメールアドレスを集めるために、塾の友人が通う聖凛学園の生徒にも声をかけようとしたのを制止した理由は、妹・夏美が在学していた為である。
リオを助けようとした遥を、逆に「脱法ハーブをくわえた画像 をばらまく」と脅し退ける。しかし遥の依頼を受けた夕子たちの策略でこれまでの所業を就職先の弁護士事務所や日本弁護士会といった世間に暴露され、社会的地位を失墜し逮捕された。
夕子から「法の抜け穴にしがみつき、自分の弱さを認められない不完全な人間」と呼ばれた。
須藤 夏美
演 - 未来穂香
達也の妹。聖凛学園に通う高校生。夕子に達也を貶める為のダシとして利用され、脱法ハーブに手を出してしまう。中毒患者として高校は退学処分になり兄と一緒に逮捕される。
夕子曰く「馬鹿な負け犬」。
BLACK berry店員
演 - 北村諒
達也の悪事に加担していたことがバレてしまい、乱闘の末重傷を負わされ逮捕される。
達也の彼女
演 - 高橋まどか
達也に利用されたことに気づき、彼を捨てた。
ニュースキャスター
演 - 吉田明世（TBSアナウンサー）
脱法ハーブを吸った少年の通り魔殺人事件を伝える。

#### 第2話
及川 淳*
演 - 柏原収史
明日香の彼氏。都立國文館高校教諭。日本史と政経担当。受験や進路指導に熱心で女子生徒から人気がある。
明日香との交際がバレると、明日香をストーカーに仕立て上げ自主退学に追い込んだが、明日香の依頼を受けた夕子たちの手により、公開授業で生徒や他の教師、更に就職予定だった秀英予備校経営者の長見親子に本性を知られてしまい、懲戒解雇処分後、淫行条例違反で警察に逮捕される。
夕子からは「保身のために生徒を裏切ったクズ」と呼ばれる。
長見 香奈
演 - 原田夏希
及川の婚約者。秀英予備校事務員。公開授業のサテライト中継で及川の本性を知り、別れを告げる。
長見 征治
演 - 加納竜
秀英予備校社長。香奈の父親。公開授業のサテライト中継で及川の本性を知り、怒りを露にする。
生徒
演 - 佐々木萌詠
及川に職員室に呼び出され、小テストでのカンニング行為を注意される。
明日香の母親
演 - 築山万有美
教育委員会委員長
演 - 児玉頼信
刑事
演 - 神崎孝一郎
及川の住むマンションの管理人
演 - 升田尚宏（TBSアナウンサー）

#### 第3話
白石 杏* / 篠田 莉子*
演 - 工藤綾乃 / 西野実見
私立秀徳女子高校の生徒。ロングヘアが白石でショートヘアでカチューシャをしているのが篠田である。
自分たちの小遣い稼ぎと称して電車内で痴漢の被害者を装い、加害者に仕立てた男性から多額の口止め料を脅し取っていた。杉本を同じく痴漢詐欺で脅し精神的に追い詰めるも、彼を想う優の依頼を受けた夕子たちの手により、被害者の家族に犯罪行為を見られたことがきっかけで退学処分後、警察に逮捕された。
夕子からは「真っ当な人間を陥れた嘘吐き」と呼ばれる。
元商社会社員の妻 / 元銀行員の妻
演 - 弘中麻紀 / 宇野まり絵
杏たちに痴漢詐欺の被害を受けた男性たちの家族。夕子たちの「無念を晴らすツアー」と称した「課外授業」で貸切の路線バスに乗車し、激しい怒りと憎悪と復讐心を募らせ杏たちの悪事を追求する。
元商社会社員は杏たちの謀略によって痴漢で噂になって解雇され、元銀行員は支店長昇進が決まった途端に解雇された。
なお、貸切の路線バスに乗車していたこの2人以外の女性たちも皆杏たちの痴漢詐欺の被害を受けた男性たちの家族である。
警察官
演 - 小野豊
杏たちに痴漢呼ばわりされた杉本が逃走する様子を捉えた駅の防犯カメラの映像を都立國文館高校に持参し、堀田たちに見せる。

#### 第4話
安田 瑠美子*
演 - キムラ緑子
俊介の母親。旧姓：吉田。PTA会長にしてバレーボール部の保護者会会長。自分の価値観を息子を含めた周りの人間に押し付けるモンスターペアレント。
世間体を気にするあまり、溝口の実家の洋服店を倒産に追い込み、近藤を傷害事件の犯人に仕立て上げてバレー部が都大会の決勝を辞退する要因を作った上、息子を強制的に退部させたが、安田からの依頼を受けた夕子たちの手で、家庭事情やこれまでの所業をPTA総会で暴露され、会長職を辞任した。
都立若宮高校時代は、国民体育大会東京都予選会で得点王となった豪腕アタッカーだったが怪我で挫折し、勉強不足のため受験にも失敗したという過去を持つ。その影響で俊介に東大合格とバレーのエースになることを押し付けてしまう。
夕子からは「見栄を張るため負け試合を続け、悪事や失敗を息子のせいにした卑怯者」と言われた。
安田 孝一
演 - 神保悟志
安田の父親。一流企業の山菱物産に勤めていたがリストラされ、現在は警備の仕事をしている。
溝口 健太
演 - 奥村秀人
國文館高校1年生。
バレーボール部のエースポジションを安田から奪うくらいに実力をつけてきたが、その状況が面白くない瑠美子によって父親が営む溝口洋品店が制服指定販売店から外され倒産に追い込まれ、休部届の提出を余儀なくされる。しかし、都大会の準決勝当日、試合会場にやってきてバレーボールを続けたいと休部届の取り消しを願い出て、安田と途中交代してチームを勝利に導いた。
安田を敵対視している様子は見受けられない。
バレーボール部保護者会員
演 - 松山尚子、森澤早苗、角田文
新井病院の看護師
演 - 古谷有美（TBSアナウンサー）
看護師に変装した内田に呼ばれて移動した後に使っていたノートパソコンを借りられた。

#### 第5話
河合 輝也*
演 - 加藤虎ノ介
すみれの高校時代の元彼氏。最終学歴は高卒。
表向きはガールズバー「Fireworks」の経営者だが、裏では出張ガールズバーと称した売春目的の高級秘密サロンを営んでいた。就職氷河期だったためかガールズバーの経営以前はフリーターだった。
立花や遥にバイトしていることがバレた栞に対し、更衣室を盗撮した動画をネットに公開すると脅迫し、無理矢理連れて行った高級秘密サロンで永井の相手をするよう迫るが、栞の依頼を受けた夕子たちの手によって自身のパソコンに保存されていた写真や動画をネタに永井を強請った事にされてしまった為、永井のバックについている人間からの報復を恐れ、刑務所に入り身の安全を守ろうと野口にすがって逮捕される。
夕子からは「自分の怠慢を時代のせいにし、反則勝ちをした失格者」と呼ばれる。
永井 浩
演 - 杉村太蔵
有名な教育評論家で、主な著書は「脱ゆとり、今こそ東大」。河合の経営する高級秘密サロンのVIP客。
河合のパソコンに保存されていた写真や動画を消去する取引を河合の秘書を名乗った彩に持ちかけられ、河合の口座に1千万円を振り込んだ。バックには裏社会の人間がついている危険人物でもある。
河合の部下
演 - 石田将士、山神佳誉
Fireworksの客
演 - お宮の松
栞にmiu miuの財布をプレゼントする。
Fireworksのボーイ
演 - 佐藤宏一
高校生
演 - 近江陽一郎、新井雅貴
中学時代、立花をパシリにしていじめていた。都立國学館高校とは別の高校に進学する。
カラオケ店店員
演 - 本郷剣斗

#### 第6話
石川 かなえ*
演 - 杉田かおる
港南音楽大学教授。夫とは離婚している。恭子の母親とは親友であり、彼女の死後は親代わりとなり、個別レッスンをしているが、内心では2人を凡人と罵っていた。
恭子が作曲した「トワイライトゾーン」を娘・愛の作品として高校生アジア作曲コンクールに応募し、恭子に盗作疑惑を向けたが、夕子たちの「課外授業」によって、自身の曲をコンクールに応募して愛に身代わりで受賞させていた ことや、レッスン時、娘を虐待していたことが判明し、大学から懲戒解雇処分を受けた後、児童虐待防止法違反と傷害容疑で警察に逮捕された。
夕子からは「才能が足りず、夢に見切りをつけ、自分の問題を他人にすり替えた愚か者」と呼ばれた。
石川 愛
演 - 小池里奈（幼少期：大塚れな〔写真のみ〕）
都立國学館高校3年B組。かなえの娘。恭子の幼なじみ。
かなえの作曲した楽曲を自身の曲として作曲コンクールに応募し、受賞していた上、かなえから虐待に近いレッスンを受けていた。かなえが恭子の作曲した「トワイライトゾーン」を盗作したことを知り、これ以上母親の身代わりになることに嫌気がさして音楽と母親を捨てるため、これまでに受賞したコンクールの賞金30万円と引き換えに夕子たちに「課外授業」を依頼していた。
依頼後は、母親と絶縁して音楽を捨て父親のもとに身を寄せ、高校生アジア作曲コンクールの受賞も自ら辞退している。
高校生アジア作曲コンクールスタッフ
演 - 中島大介

#### 第7話
飯塚 直樹*
演 - 野村周平
望月・江衣花とは中学時代に野球部の仲間だった。高校は退学しており、詐欺グループのメンバーとして活動しているチンピラ（本人は「ヤバイ組織に入れさせられた」と発言しており詐欺グループにいるのは不本意である）。
野球部の試合で望月が相手投手のデッドボールで起こした乱闘騒ぎを止めようとした際、右腕を負傷し選手生命を断たれた。望月の父親が支払った賠償金で怪我を治し、現在はバイクを運転できるまでに回復している。しかし望月には金を強請る口実とするために黙っており、依然右腕が不自由であるかのような素振りをしていた。
菊地に因縁をつけて恐喝していた際、偶然再会した望月から金を強請っただけではなく、江衣花に危害を加えると脅して自分を殴るように仕向け、望月を退学に追い込んだが、彼の身を案じた安田と立花からの依頼を受けた夕子たちの手によって悪事が明るみに出て、詐欺と恐喝の容疑で逮捕される。その際望月から謝罪をされ、本人も「仲間は金じゃ買えない」と心を動かされ和解し、連行されていった。
夕子からは「仲間意識を盾にして、人の弱みに付け込んだ最低な男」と呼ばれた。
詐欺グループのリーダー
演 - 滝藤賢一
家出していた飯塚を拾い、詐欺に加担させていた。飯塚の供述により、他のメンバー共々逮捕された。

#### 第8話
小川
演 - 品川徹
心臓発作を起こして転倒した拍子に足を負傷して苦しんでいたところを、推薦入試に向かう途中だった江衣花に見捨てられる。
「SETA☆LIFE」に掲載された江衣花の記事を見て、彼女からの謝罪を求めて学校に乗り込む が、自宅を訪れた堀田から目撃したのは江衣花ではなく優であると吹き込まれ、一方的に示談金を渡される。その後、優の自宅に出向き、堀田に示談金を返すよう突きつける が、夕子たちの「課外授業」によって彩から真相を聞かされ、校長選考試験の面接会場で堀田を糾弾する。
元高校教師であり、教師の腐敗を嘆いていた。
教育長
演 - 小林隆
夕子たちの「課外授業」により、苦しんでいるふりをしていた野口を見捨てた堀田の姿を目撃し、校長選考試験の面接会場で人を見捨てるような人間は教師である資格がないと断罪する。
組子
演 - 白羽ゆり
タウン情報誌「SETA☆LIFE」の記者をしている妊婦。苦しんでいるところを江衣花に助けられたことで、誌面に紹介記事を載せたいと学校側に申し出る。
校長選考試験の面接官
演 - 佐藤旭

## スタッフ
- 原案・脚本 - 山下友弘（第1回TBS連ドラ・シナリオ大賞佳作）
- 脚本 - 大林利江子、吉澤智子、池田奈津子、藤井清美、坪田文
- 脚本協力 - 池田奈津子（第1話）、吉澤智子（第8話）
- 音楽 - 出羽良彰、羽深由理
- 音楽プロデュース - 志田博英
- 音楽コーディネート - 溝口大悟
- 演出 - 岡本伸吾、石井康晴、川嶋龍太郎
- 演出補 - 田中健太、青山貴洋、勝野逸未、川口結
- 主題歌 - UVERworld「THE OVER」（gr8!records）[28]
第5話で、7月22日にZepp Divercityで行われるUVERworld LIVE TOUR 2012のライブチケットが小道具として使用されたが、実際に行われた公演日・会場と異なっていた[29] ため、架空公演のチケットとなっている。また第7話において、このライブの感想を望月たちが述べるシーンがある。
- 音響効果 - 長澤佑樹、稲川壮
- CG - 中村淳、稲生諭、星川順一郎
- 水泳指導 - 岩崎恭子
- バレーボール指導 - 森谷文彦
- ピアノ指導 - 北川とわ
- 統計学データ監修 - 舞田敏彦
- トリックアート監修 - 杉原厚吉（明治大学大学院先端数理科学研究科特任教授）
- 英文監修 - イアン・ロバートソン（ECC外語学院）
- 油絵監修 - 石井武夫
- 看護指導 - 布施友里恵
- プロデューサー - 伊與田英徳
- プロデューサー補 - 吉村剛弘、小野喜世仁
- 製作著作 - TBS

## 放送日程
| 各話                                                          | 放送日  | サブタイトル                                        | 課外授業 受講者 | 被制裁者        | 脚本                         | 演出       | 視聴率 |
| ------------------------------------------------------------- | ------- | --------------------------------------------------- | --------------- | --------------- | ---------------------------- | ---------- | ------ |
| 第1話                                                         | 7月20日 | 必殺! 学園ドラマ!! ダークヒロイン誕生               | 青柳遥 山岸リオ | 須藤達也        | 山下友弘 大林利江子 吉澤智子 | 岡本伸吾   | 12.9%  |
| 第2話                                                         | 7月27日 | 教師との禁断の恋! スカッと悪を倒す!!                | 下村明日香      | 及川淳          | 吉澤智子                     | 岡本伸吾   | 10.4%  |
| 第3話                                                         | 8月03日 | 痴漢サギ〜必殺学園愚か者!を蹴り倒す                 | 梅原優          | 白石杏 篠田莉子 | 大林利江子                   | 石井康晴   | 08.8%  |
| 第4話                                                         | 8月10日 | モンスター・マザー受験か部活か? 母親が愚か者に!!    | 安田俊介        | 安田瑠美子      | 池田奈津子                   | 川嶋龍太郎 | 09.4%  |
| 第5話                                                         | 8月17日 | 花火の恋! 盗撮犯に愚か者!! 教師の過去               | 松本栞          | 河合輝也        | 吉澤智子                     | 岡本伸吾   | 10.4%  |
| 第6話                                                         | 8月24日 | 親子の愛!? 暴力・音大女教授に愚か者                 | 三島恭子 石川愛 | 石川かなえ      | 大林利江子                   | 石井康晴   | 09.9%  |
| 第7話                                                         | 8月31日 | 恋か友情か? 恐喝に愚か者!! 女教師の謎               | 安田俊介 立花聡 | 飯塚直樹        | 池田奈津子                   | 川嶋龍太郎 | 09.8%  |
| 第8話                                                         | 9月07日 | 最終章〜教師の秘密 副校長の愛に愚か者               | 梅原優          | 堀田学          | 藤井清美 坪田文              | 岡本伸吾   | 09.8%  |
| 第9話                                                         | 9月14日 | 最終章死者からの告発FAX 愚か者は女教師だ!? キスの罠 | 戸田トシオ      | 戸田トシオ      | 大林利江子                   | 石井康晴   | 09.2%  |
| 最終話                                                        | 9月21日 | さよなら黒の女教師 愚か者の謎が明らかに涙の別れ!    | 戸田トシオ      | 芹沢恵子        | 吉澤智子                     | 岡本伸吾   | 08.0%  |
| 平均視聴率 9.9%（視聴率はビデオリサーチ調べ、関東地区・世帯） |         |                                                     |                 |                 |                              |            |        |

- 第3話は2012ロンドンオリンピックバレーボール女子予選第4戦 日本×ロシア戦の中継延長（前座試合の遅延により）のため23時35分 - 24時29分に放送された。

## 関連商品

### 書籍
- 黒の女教師 ブラック・ハイスクール・ストーリー （企画脚本・山下友弘、小説・荻田美加、泰文堂、2012年7月11日発売、ISBN 978-4-8030-0352-9）
  - 三年D組の事件（第1話）
  - 禁断の恋（第2話）
  - 伝説のシューズ（第4話[31]）
  - 本当の夢（オリジナルストーリー）

※ただし、「伝説のシューズ」のゲスト登場人物名ならびにストーリー展開は放送されたドラマ本編と異なる。さらに「本当の夢」のゲスト登場人物はドラマ版には登場しない。

### DVD&Blu-rayBOX
- 2013年1月11日発売（製作著作・発売元：TBS / 販売元：TCエンタテインメント）

### その他
- JR東日本管内のキオスク・NEWDAYSとのコラボ商品として、都立國文館高校購買部で人気のパンが2012年7月20日より期間限定で発売された（全4種）[32]。